# Sven Pihlström
Sven Torsten Pihlström, född 4 januari 1912 i Ekeberga socken, död där 27 december 1993, var en svensk målare glaskonstnär och skulptör.
Han var son till glassliparen Henning Pihlström och Ester Theander och från 1951 gift med Inga Elsie Wilhelmina Ryd. Pihlström studerade vid Otte Skölds målarskola i Stockholm 1938–1939 samt under studieresor till Italien, Norge, Danmark och Frankrike. Han medverkade med små träskulpturer vid utställningen Humoristernas salong i Stockholm 1932 och i Nationalmuseums utställning Unga tecknare 1946. Han anställdes 1951 som glaskonstnär vid Kosta glasbruk där han främst arbetade med glasmosaik. Bland hans offentliga arbeten märks glasmosaiker för Ekeberga kommunhus, Älmhults centralskola och för Köpmannaförbundets utbildningsbutik. 